# 容量过载

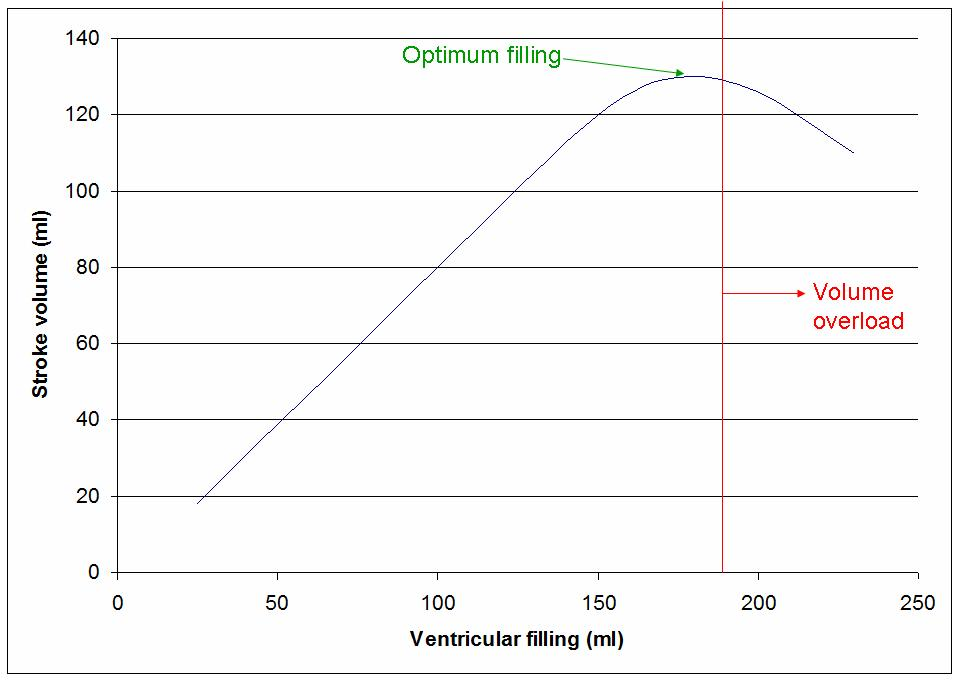
正常情况下，心脏每搏输出量对左心室的充盈反应应如上图所示，即理想状态下存在一个最佳舒张末期容积的点（图中Optimum Filling箭头所示）从而同时兼顾最大每搏输出量和心输出量。但一旦左心室的充盈量超过这个点，即会出现体液过载的情况——每搏输出量反而减少，心输出量也会相应减少。

容量过载是指心脏腔室中存在的血液量过多而使心脏输出无法有效发挥的生理状态。心室中的血液过多会给心室带来过大的前负荷，导致心输出量反而减少。体液过载是心力衰竭的一个诱因之一。 

## 病理
根据弗兰克-斯塔林定律，若心脏舒张末期容积增加，心肌需要收缩得更厉害来泵出更多的血液。为了达到增强心肌收缩的目的，心肌细胞中的肌原纤维也需要更强烈的拉伸。 若是收缩烈度在肌原纤维还能接受的范围内，心肌细胞就尚可维持，但一旦收缩之烈度超过此度，肌原纤维之间的连接就会不堪重负，致使心脏的收缩能力反而丧失。
多种病症都可能导致体液过载。虽然不同病因诱发体液过载的机制各有不同，但都有两个共同点，即高心输出量和正常或偏低的后负荷。其中，心输出量高可能是由于瓣膜疾病导致输出效率低下，也可能是由于左向右分流和动静脉畸形导致血液分流。
左心室的容量过载可能会表现为心电图上产生倒置的u波。 

## 病因
不同心室内的容量过载往往是由不同的病因导致。
左心室容量过载
- 心脏瓣膜疾病[4]
  - 主动脉瓣关闭不全
  - 二尖瓣关闭不全（此疾也会导致左心房容量超负荷[5]）
- 先天性心脏缺陷
  - 动脉导管未闭
  - 室间隔缺损，也导致左心房容量超负荷[6]
- 动静脉畸形和瘘管
  - 巨大肝血管瘤
  - 高输出量血液透析内瘘

右心室容量过载
- 瓣膜性心脏病
  - 三尖瓣关闭不全
  - 肺动脉瓣反流
- 先天性心脏缺陷
  - 房间隔缺损，（此疾也会导致右心房容量超负荷[6]）

## 延申阅读
- 心力衰竭
- 弗兰克-史达林法则
- 前负荷
- 压力过载